# Jaïr Tjon En Fa
Jaïr Tjon En Fa (ur. 19 października 1993 w Paramaribo) – surinamski kolarz torowy, olimpijczyk z Tokio 2021 i z Paryża 2024.

## Udział w zawodach międzynarodowych
| Impreza              | Rok  | Miejsce                | Wyniki | Wyniki |
| Impreza              | Rok  | Miejsce                | keirin | sprint |
| -------------------- | ---- | ---------------------- | ------ | ------ |
| Igrzyska olimpijskie | 2021 | Tokio                  | 4      | 13     |
| Igrzyska olimpijskie | 2024 | Paryż                  | 23     | 16     |
| Mistrzostwa świata   | 2021 | Mińsk                  | –      | 40     |
| Mistrzostwa świata   | 2016 | Londyn                 | –      | 23     |
| Mistrzostwa świata   | 2017 | Hongkong               | –      | 16     |
| Mistrzostwa świata   | 2018 | Apeldoorn              | –      | 31     |
| Mistrzostwa świata   | 2019 | Pruszków               | –      | 17     |
| Mistrzostwa świata   | 2020 | Berlin                 | –      | 16     |
| Mistrzostwa świata   | 2021 | Roubaix                | DNF    | 9      |
| Mistrzostwa świata   | 2022 | Montigny-le-Bretonneux | 16     | 8      |
| Mistrzostwa świata   | 2023 | Glasgow                | 13     | 10     |

## Życie prywatne
Początkowo trenował kolarstwo szosowe. Później na Trynidadzie i Tobago spróbował kolarstwa torowego i postanowił zając się tą odmianą kolarstwa. Jako że w Surinamie nie ma toru kolarskiego, przeprowadził się najpierw do Miami w Stanach Zjednoczonych, a następnie do Aigle w Szwajcarii.